# Cardinale (cocktail)
Cardinale è il nome con cui vengono chiamati due cocktail, uno popolare e l'altro ufficiale IBA. Il nome deriva dal colore che assume il cocktail una volta preparato, chiamato rosso cardinale. Fa parte della lista dei cocktail ufficiali IBA dal 2024.

## La versione popolare
La versione popolare del Cardinale è un cocktail da aperitivo molto semplice e solitamente si realizza in due pezzi alla volta, per questo motivo spesso si ordina "Un cardinale in due" o "Un cardinale per due" perché con il contenuto di una lattina da 33 cL si realizzano due cocktail. 
Si tratta di un cocktail di origine presumibilmente laziale, che si è largamente diffuso in tutto il territorio italiano a partire dagli anni 1960, soprattutto al Centro e al Sud. Al Nord invece la diffusione è più limitata per la concorrenza dello spritz e del Negroni sbagliato.

### Realizzazione
Si realizza inserendo in un bicchiere mezza lattina di aranciata amara e una bottiglietta di Campari Soda. Si aggiunge ghiaccio e una fettina d'arancia. Il bicchiere è quasi sempre un tumbler di capienza adeguata. Si può preparare anche con succo d'arancia o con aranciata dolce al posto dell'aranciata amara, o con il bitter al posto del Campari Soda.

## La versione ufficiale IBA
La versione ufficiale IBA è molto diversa, è un cockatil pre-dinner servito in coppa da cocktail. Il cocktail è listato con la dicitura "Cardinal" senza la "e" finale.

### Ricetta nella lista ufficiale
La ricetta ufficiale IBA lo rende molto simile al Negroni.
- 4 cL Gin
- 2 cL Vermouth dry
- 1 cL Campari Bitter

Preparare nel mixing glass e servire con un twist di limone, senza ghiaccio.

### Ricetta originale anni cinquanta
La ricetta ufficiale IBA differisce non poco rispetto a quella originale nata a Roma negli anni cinquanta. Le differenze sono evidenti non solo nelle proporzioni e nelle guarnizioni ma anche nella scelta del vermut al posto del vino bianco. Inoltre la ricetta originale lo vedeva più come un cocktail da aperitivo, anziché un pre-dinner perché vedeva il cocktail servito in un Old fashioned con ghiaccio.
- 1/3 gin
- 1/3 vino Riesling
- 1/3 Campari Bitter

Guarnizione: scorza di limone, cannella e chiodi di garofano.

### Origine
Inizialmente attribuito all'Harry's Bar di Venezia, il cocktail ha origini che risalgono agli anni cinquanta ed è stato creato da Giovanni Raimondo presso l'Hotel Excelsior di Roma.